# 武田信高 (若狭武田氏)
武田 信高（たけだ のぶたか）は、戦国時代の武将。若狭武田氏6代当主・武田元光の子。新保山城（霞美ヶ城）主。なお、「信高」は従弟の武田信孝の別名義で、元光の子は信重（のぶしげ）が正しいとする説もある（後述）。

## 略歴
武田元光の子として誕生（36歳で死去とされることから逆算すると大永元年（1521年）の生まれとなる）。
建仁寺に若狭武田氏が創建した塔頭十如院では代々同氏出身の僧が住持となっていたが、信高も年少の頃に同院に住していたとされる。
後に若狭国宮川の新保山城（霞美ヶ城）に入って城主になる。内政、戦、家督争いで兄・信豊を支えた。一族の内紛に苦労した信豊にとっては数少ない信頼のおける身内だったと思われる。天文21年（1552年）には高浜城へ出陣し、信豊と共に戦った。
弘治2年（1556年）、信豊がその息子である武田義統と争いが起こった際は信豊方についた。同年、死去。
新保山城近くの曹洞宗龍泉寺（小浜市新保）の開基は信高で、同寺に肖像が残っている。

## 諱について
若狭武田氏の系図には「信高」と「信重」の名乗りが混同しているものがある。これについては信重を誤記とする説もあるが、近年木下聡が若狭武田氏の系図を整理して、「信高」は信豊に反乱を起こした武田信孝の別名義で、その追放後に信豊が弟の信重（龍泉寺殿）を信孝の本拠地であった宮川に入れたために両者の事績に混同を起こしているとしている。また、天文年間の武田氏関係文書においてその名を確認できる武田彦五郎信当は信重の改名前の名乗りである可能性が高いとしている。